# Masyw karkonoski
Masyw karkonoski – jednostka geologiczna w Sudetach Zachodnich, zbudowana z kilku odmian granitów wieku górnokarbońskiego. Wchodzi w skład bloku karkonosko-izerskiego.
Graniczy z metamorfikiem izerskim, metamorfikiem kaczawskim, wschodnią osłoną granitu karkonoskiego i metamorfikiem południowych Karkonoszy.
W granitach występują liczne ciała pegmatytowe oraz szliry zbudowane z ciemnych minerałów. Masyw pocięty jest młodszymi żyłami aplitów, żyłami kwarcowymi oraz lamprofirowymi.
W kilku miejscach, m.in. w rejonie Maciejowej, w Śnieżnych Kotłach, pomiędzy Sokolnikiem a Łabskim Szczytem oraz w masywie Bukowca koło Jizerki, po stronie czeskiej, występują trzeciorzędowe bazalty.
Ze skał masywu karkonoskiego zbudowane są fragmenty Gór Izerskich, Karkonoszy, Kotliny Jeleniogórskiej i Rudaw Janowickich w Sudetach Zachodnich. Budują one większość czeskiej części Gór Izerskich oraz południowe zbocza Wysokiego Grzbietu Izerskiego, Śląski Grzbiet w Karkonoszach oraz północno-zachodnią część Karkonoszy czeskich, prawie całą Kotlinę Jeleniogórską i zachodnie zbocza Rudaw Janowickich z ich najwyższym szczytem – Skalnikiem, oraz Górami Sokolimi.